# Jana Hubinská
Jana Hubinská (* 7. Juni 1964 in Bratislava, Tschechoslowakei) ist eine slowakische Schauspielerin.

## Leben
Jana Hubinská wurde 1964 in Bratislava geboren und studierte hier auch Schauspiel an der Hochschule für Musische Künste Bratislava (VŠMU). Sie gastierte schon während ihres Studiums am Slowakischen Nationaltheater und spielte von 1985 bis 1988 am Divadle Ružinov. Später trat sie vor allem am Astorka Korzo '90 auf. Sie hat in ihrer Karriere in vielen slowakischen Fernsehserien und -filmen mitgespielt, war aber auch in ausländischen Produktionen zu sehen. Ihren größten Erfolg als Schauspielerin hatte sie 2002 in dem Film Děvčátko, für den sie im darauffolgenden Jahr mit dem Český lev („Böhmischer Löwe“) als Beste Nebendarstellerin ausgezeichnet wurde.

## Filmografie
- 1995: Auf dünnem Eis
- 2002: Děvčátko
- 2003: Pupendo
- 2004: Geschichten des alltäglichen Wahnsinns (Príbehy obycejného sílenství)
- 2005: Der Todestunnel – Nur die Wahrheit zählt
- 2023: Die drei goldenen Dukaten (Tri zlaté dukáty)

## Auszeichnungen
- 2003: Český lev – Beste Nebendarstellerin (in dem Film Děvčátko)[3]